# Columnea fawcettii
Columnea fawcettii är en tvåhjärtbladig växtart som först beskrevs av Ignatz Urban, och fick sitt nu gällande namn av Conrad Vernon Morton. Columnea fawcettii ingår i släktet Columnea och familjen Gesneriaceae. Inga underarter finns listade i Catalogue of Life.